# Anatol Țăranu
Anatol Țăranu (n. 19 octombrie 1951) este un istoric, comentator politic și politician din Republica Moldova, deputat în primul Parlament al Republicii Moldova.

## Biografie
Anatol Țăranu s-a născut la data de 19 octombrie 1951. Este de profesie istoric, obținând și titlul științific de Doctor în istorie. A fost numit apoi în funcția de director al Centrului de Politologie și Istorie Politică al Universității de Stat din Moldova. Fost membru PCUS.
A fost consilier prezidențial și negociator șef al Chișinăului cu separatiștii transnistreni, devenind apoi ambasador extraordinar și plenipotențiar al Republicii Moldova în Federația Rusă.
La alegerile parlamentare din martie 2005, a fost ales ca deputat în Parlamentul Republicii Moldova, pe listele alianței Blocul electoral Moldova Democrată.
În 2005 a înaintat în parlament un proiect privind modificarea și completarea Legii nr. 1225-XII din 8 decembrie 1992 privind reabilitarea victimelor represiunilor politice, modificări adoptate în cele din urmă la 29 iunie 2006, în vigoare de la 1 ianuarie 2007. Potrivit acesteia, victimele represiunilor politice vor primi despăgubiri pentru imobilele pierdute. În cazul în care prețul acestora este evaluat până la 200 mii lei, plata compensațiilor urmează a fi eșalonată pe o perioadă de 3 ani, iar în cazul în care depășește această sumă – pe o perioada de 5 ani. Legea din 2006 însă nu prevede recuperarea terenurilor agricole și a pădurilor, pierderea cărora în rezultatul colectivizării sau deportării proprietarilor nu este considerată ca făcând parte din registrul acțiunilor ilegale ale puterii sovietice. O altă clauză a noii legi care o face practic inaplicabilă se referă la faptul că despăgubirile țin în primul rând de competența bugetelor locale.
În timpul campaniei pentru alegerile parlamentare din 2009, Anatol Țăranu a făcut declarații foarte critice la adresa opoziției democratice, mediatizate pe larg de mass-media controlată de comuniști (învinuirea că Serafim Urechean și alți lideri anti-comuniști ar fi masoni).

## Distincții
- Ordinul Republicii[2]
- Medalia „Meritul Civic”[3]
- Ordinul „de Onoare” – 2010
- Medalia AȘM „Dmitrie Cantemir” - 2011